# Maanselkä

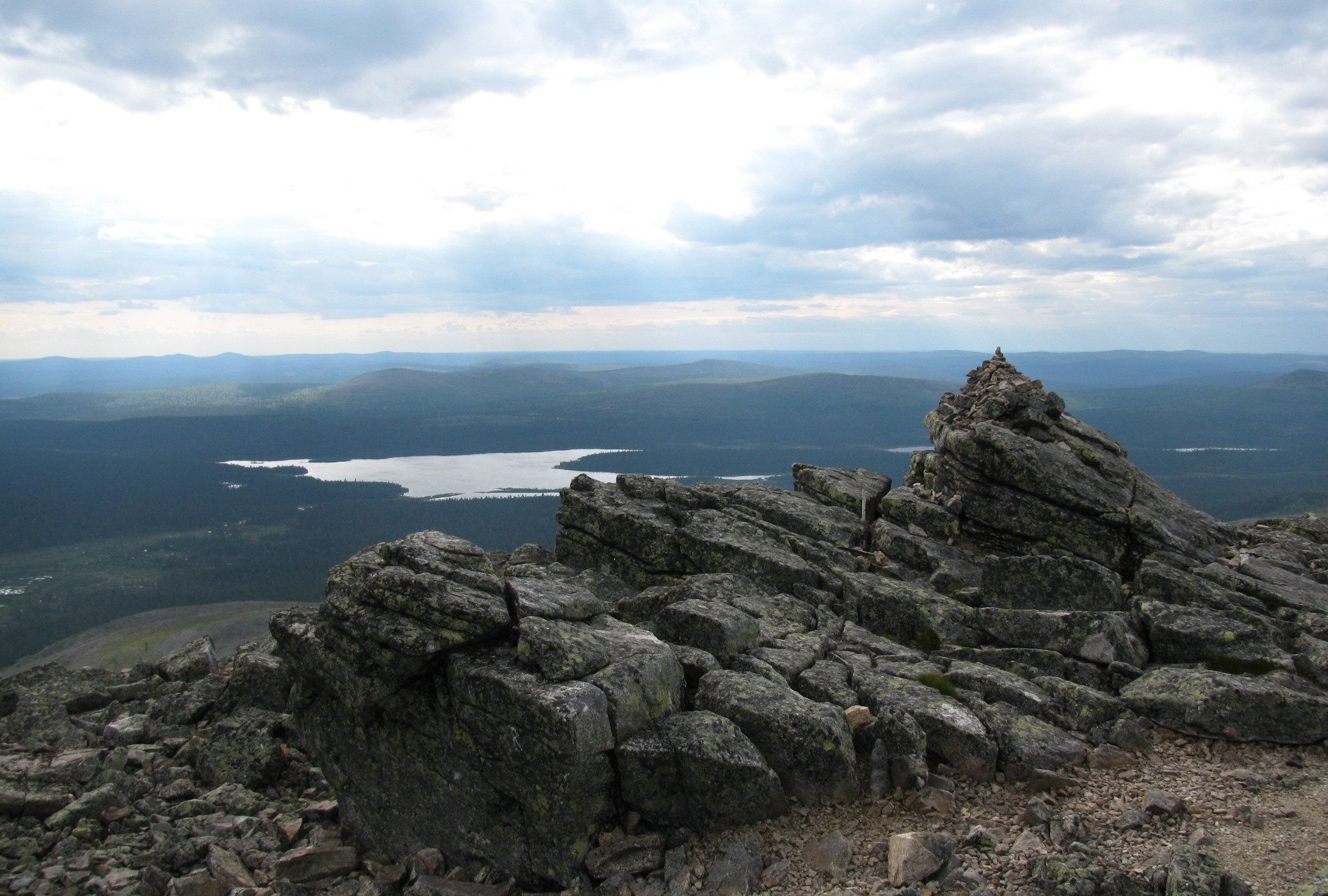
Vy från Sokosti.

Maanselkä ("landryggen") är en vattendelare i finska Lappland, mellan de till Norra ishavet och de till Bottniska viken rinnande vattnen. Ordet "maanselkä" betecknade tidigare vattendelare mellan större vattendrag och kom senare att användas för de viktigaste vattendelarna, för att till slut användas endast om denna.
Mestadels täcks vattendelarens berggrund av morän- eller rullstensgrus, högmossar, myrar och träsk. Endast på vissa sträckor finns brutna fjällkedjor. De högre fjällen längs vattendelaren ligger ofta fristående vid sidan av denna.
Vattendelaren utgår från Skanderna vid Haldefjäll i Lapska armen. Den följer sedan till att börja med gränsen mot Norge. Vid Ounasjärvi leder en skild fjällrygg, Ounasselkä, söderut, och skiljer Torne älvs och Kemi älvs avrinningsområden (Ounasselkä utgjorde gräns mellan Västerbotten och Österbotten). Till Ounasselkä hör bland annat Ounastunturi och Pallastunturi. 
Mellan källorna till Ivalojoki och Kitinen är vattendelaren som lägst, på sina ställen bara ett par hundra meter över havet, och man har där haft stockar för att dra båtar från det ena vattendraget till det andra. Maanselkä fortsätter via Peltotunturi mot ryska gränsen, som nås vid Talkkunaoaivi. Sträckan mellan Peltotunturi och Talkkunaoaivi, i synnerhet den östra delen, benämns Saariselkä (samiska: Suoločielgi). Dessa fjäll är vilda och storslagna. Utöver Talkkunaoiaivi (633 m) finns här bland annat Vuomapää (712), Sokosti (744), Tuiskupää (560) och Kuikkapää (725).
Benämningen Maanselkä används folkligt i synnerhet om den del av vattendelaren som fortsätter från Talkkunaoiaivi längs gränsen eller 20–30 km från denna till Möritönvaara strax söder om 64°N, där i tidigare Uleåborgs län, Kuopio län och Olonets guvernement möttes.